# Nemes György (író)
Nemes György (született Klein) (Debrecen, 1910. március 26. – Budapest, 1998. szeptember 11.) magyar író, újságíró, sajtótörténész. Nemes Katalin zongoraművész férje, Nemes Anna műfordító édesapja.

## Életpályája
Klein Izrael Izsó ügyvédi írnok és Salamon Rozália fiaként született. 1937-ben végzett a József nádor Műszaki és Gazdaságtudományi Egyetemen közgazdászként. A második világháborúban munkaszolgálatos volt az orosz fronton. 1945-től a Szabad Nép segédszerkesztője, olvasószerkesztője majd rovatvezetője, 1950-től egy évig a Fejérmegyei Néplap szerkesztője volt. 1951-től az Országos Béketanács titkára, 1956-tól az Érdekes Újság újságírója. 1959-től a Nagyvilág segédszerkesztőjeként tevékenykedett. 1960-tól az Élet és Irodalom segédszerkesztője, 1963-tól főszerkesztője volt.

## Művei
- A sajtó műhelytitkai (tanulmány, 1948)
- A magyar sajtó 250 éve I. (Dezsényi Bélával, tanulmány, 1954)
- Kilenc hónap (regény, 1961)
- Júliusi utazás (elbeszélések, 1961)
- Kánaán (regény, 1963)
- Egyetlen pillanat (regény, 1965)
- Háló (Hanna hálót sző) (kisregény, 1967)
- Tettenérés (regény, 1968)
- 12 elbeszélés (elbeszélések, 1969)
- Rossz egyedül (cikkek, karcolatok, 1970)
- Nincs titok (regény, 1970)
- Siessünk. – Dávid és Klotild (2 regény, 1971)
- Pontosvessző (karcolatok, 1973)
- Behajtani tilos! (elbeszélés, 1974)
- Véleményem szerint (cikkek, 1975)
- Utazás, varázslattal (kisregények, elbeszélések, 1978)
- Tiszteletlenül jelentem (esszék, karcolatok, 1978)
- A fél múlt (önéletrajzi regény, 1979)
- A királyság nyolcadik jele (elbeszélések, 1980)
- Hogy is van ez? (esszék, karcolatok, 1981)
- Bal-jobb, bal-jobb (önéletrajzi regény, 1983)
- Elefánt a könyvesboltban (tárcák, 1984)
- Kilincs nélkül (kisregény, 1985)
- Dávid és Klotild (kisregény, 1986)
- Interurbán (1986)
- A morgás joga. Brummogásom, dohogásom, zsörtölődésem és egyszerű tűnődésem A-tól Z-ig; Kozmosz Könyvek, Bp., 1987
- Ráadás (önéletrajzi regény, 1989)
- Támár (1990)

## Díjai, elismerései
- Népköztársasági Érdemérem arany fokozata (1950, 1952)
- Munkaérdemérem (1955)
- Koreai II. o. Nemzetizászló Érdemrend (1958)
- A Munka Érdemrend arany fokozata (1965, 1970, 1974, 1980)
- Felszabadulási Jubileumi Emlékérem (1970)
- A Békemozgalom Kitüntető Jelvénye (1984)
- Szocialista Magyarországért érdemrend (1985)
- József Attila-díj (1966)
- Rózsa Ferenc-díj (1972)
- Aranytoll (1978)